# Walid Eido
Walid Eido (ur. w 1942, zm. 13 czerwca 2007) – libański prawnik i polityk, sunnita, działacz partii Al-Mustaqbal oraz Sojuszu 14 Marca, deputowany libańskiego parlamentu w latach 2000-2007. Zginął w zamachu bombowym.